# Aloysius Creevey
Aloysius "Alo" Creevey, est un personnage de la série britannique Skins interprété par Will Merrick. Il apparaît pour la première fois dans la saison 5, ainsi que le reste de la troisième génération. C'est un optimiste roux, envisageant un avenir brillant. Il est fan de porno et possède un van, dont il est très fier, ainsi qu'un chien. Ses parents tiennent une ferme, ils souhaitent qu'Alo reprenne l'affaire dans l'avenir.

## Histoire du personnage

### Saison 5
Alo n'est pas très investi dans ses études. Il est assez tolérant même s'il n'aime pas Minerva McGuinness et sa bande. Il est obsédé par les filles avec qui il n'a pas beaucoup de succès, il se console donc avec ses pornos. Il passe son temps avec Richard Hardbeck, et est proche de Francesca Fitzgerald et de Grace Violet. Il vit dans une ferme appartenant à ses parents. Ces derniers voudraient que leur fils reprenne la ferme après le lycée, mais ce dernier n'est pas du même avis. Il est pourtant obligé d'y travailler après que ses parents l'aient retiré du lycée à cause de son goût pour la fête. Malgré son investissement, il fait exploser la stalle aux vaches. Ses parents lui confisquent alors tous ce qu'il a, y compris son chien. Remplis de frustration et de rage, il organise une fête chez lui. À la suite d'une dispute, son père fait une attaque, Alo se sent responsable. Soutenu par ses amis, il va voir son père à l'hôpital, lui promettant de faire des efforts. 

### Saison 6
Alo couche secrètement avec Mini pendant quelque temps mais cela prend brusquement fin lorsqu'il lui avoue qu'il l'aime. Il tente de se consoler avec Poppy, une fille croisée à une fête et finit par sortir avec elle. Mais plus tard, après qu'ils ont couché ensemble, Alo découvre avec horreur qu'elle n'a que 13 ans. Quelques jours plus tard, au cours d'une fête organisée par Poppy où ses amis sont présents, Alo la quitte brutalement. Blessée, elle le met à la porte et quelques jours plus tard, il est arrêté en classe pour pédophilie. Il tentera désespérément de négocier avec Poppy mais c'est sans compter la rage tenace du père à son égard. Finalement la plainte sera retirée par Poppy et sa mère. 
Plus tard, Alo découvre que Mini est enceinte de 8 mois, nouvelle à laquelle il réagit en vomissant. Il se montre d'abord dur avec elle, répugnant à l'idée d'avoir un bébé et furieux que Mini ne lui ait rien dit. Puis à la suite d'une discussion avec Rich, il prend une position plus positive sur la chose et décide de prendre ses responsabilités. À la fin de la série, Mini et lui se mettent officiellement en couple et il sera avec cette dernière au moment de la naissance de leur fille.